# Discografia dei Quiet Riot
La seguente è una discografia comprensiva del gruppo musicale statunitense Quiet Riot.

## Album

### Album in studio
| Anno | Titolo | Classifiche | Classifiche | Classifiche | Classifiche | Classifiche | Classifiche | Classifiche | Certificazioni                     |
| Anno | Titolo | US          | CAN         | GER         | NOR         | NZ          | SWE         | UK          | Certificazioni                     |
| ---- | --- | ----------- | ----------- | ----------- | ----------- | ----------- | ----------- | ----------- | ---------------------------------- |
| 1977 | Quiet Riot (solo in Giappone) - Pubblicazione: 2 marzo 1977 - Etichetta: CBS Sony - Formati: LP, CD, MC       | –           | –           | –           | –           | –           | –           | –           |                                    |
| 1978 | Quiet Riot II (solo in Giappone) - Pubblicazione: 2 dicembre 1978 - Etichetta: CBS Sony - Formati: LP, CD, MC | –           | –           | –           | –           | –           | –           | –           |                                    |
| 1983 | Metal Health - Pubblicazione: 11 marzo 1983 - Etichetta: Pasha Records - Formati: LP, CD, MC                  | 1           | 5           | –           | –           | 33          | –           | –           | - US: 6× Platino - CAN: 3× Platino |
| 1984 | Condition Critical - Pubblicazione: 27 luglio 1984 - Etichetta: Pasha Records - Formati: LP, CD, MC           | 15          | 14          | 42          | 13          | 35          | 18          | 71          | - US: Platino - CAN: Platino       |
| 1986 | QR III - Pubblicazione: 6 luglio 1986 - Etichetta: Pasha / CBS - Formati: CD, LP, MC                          | 42          | –           | –           | –           | –           | 29          | –           |                                    |
| 1988 | Quiet Riot - Pubblicazione: 21 ottobre 1988 - Etichetta: Pasha /CBS - Formati: CD, LP, MC                     | 119         | –           | –           | –           | –           | –           | –           |                                    |
| 1993 | Terrified - Pubblicazione: 19 luglio 1993 - Etichetta: Moonstone Records - Formati: CD, MC                    | –           | –           | –           | –           | –           | –           | –           |                                    |
| 1995 | Down to the Bone - Pubblicazione: 1º marzo 1995 - Etichetta: Moonstone Records - Formati: CD, MC              | –           | –           | –           | –           | –           | –           | –           |                                    |
| 1999 | Alive and Well - Pubblicazione: 23 marzo 1999 - Etichetta: Cleopatra Records - Formati: CD, LP                | –           | –           | –           | –           | –           | –           | –           |                                    |
| 2001 | Guilty Pleasures - Pubblicazione: 29 maggio 2001 - Etichetta: Bodyguard Records - Formati: CD                 | –           | –           | –           | –           | –           | –           | –           |                                    |
| 2006 | Rehab - Pubblicazione: 3 ottobre 2006 - Etichetta: Demolition Records - Formati: CD                           | –           | –           | –           | –           | –           | –           | –           |                                    |
| 2014 | Quiet Riot 10 - Pubblicazione: 27 giugno 2014 - Etichetta: RSM - Formati: CD, download digitale               | –           | –           | –           | –           | –           | –           | –           |                                    |

### Album dal vivo
- 2012 – Live at the US Festival, 1983

### Raccolte
- 1990 – Winners Take All
- 1993 – The Randy Rhoads Years
- 1996 – Greatest Hits
- 1999 – Super Hits
- 2000 – The Collection
- 2005 – Live & Rare Volume 1
- 2008 – Playlist: The Very Best of Quiet Riot

## Singoli
| Anno | Singolo                                               | Classifiche | Classifiche | Classifiche | Classifiche | Classifiche | Certificazioni       | Album di provenienza |
| Anno | Singolo                                               | US          | US Rock     | CAN         | NZ          | UK          | Certificazioni       | Album di provenienza |
| ---- | ----------------------------------------------------- | ----------- | ----------- | ----------- | ----------- | ----------- | -------------------- | -------------------- |
| 1975 | Suicidal Show/Just How You Want It/West Coast Tryouts | –           | –           | –           | –           | –           |                      |                      |
| 1977 | It's Not So Funny                                     | –           | –           | –           | –           | –           |                      | Quiet Riot           |
| 1978 | Slick Black Cadillac                                  | –           | –           | –           | –           | –           |                      | Quiet Riot II        |
| 1983 | Cum On Feel the Noize                                 | 5           | 7           | 8           | 34          | 45          | - US: Oro - CAN: Oro | Metal Health         |
| 1983 | Bang Your Head (Metal Health)                         | 31          | 37          | 48          | –           | 45          |                      | Metal Health         |
| 1983 | Slick Black Cadillac (registrata nuovamente)          | –           | 32          | –           | –           | –           |                      | Metal Health         |
| 1984 | Don't Wanna Let You Go                                | –           | 28          | –           | –           | –           |                      | Metal Health         |
| 1984 | Mama Weer All Crazee Now                              | 51          | 13          | 50          | –           | –           |                      | Condition Critical   |
| 1984 | Sign of the Times                                     | –           | 28          | –           | –           | –           |                      | Condition Critical   |
| 1984 | Party All Night                                       | –           | –           | –           | –           | –           |                      | Condition Critical   |
| 1984 | Winners Take All                                      | –           | –           | –           | –           | –           |                      | Condition Critical   |
| 1984 | Bad Boy                                               | –           | –           | –           | –           | 91          |                      | Condition Critical   |
| 1986 | The Wild and the Young                                | –           | –           | –           | –           | –           |                      | QR III               |
| 1986 | Twilight Hotel                                        | –           | –           | –           | –           | –           |                      | QR III               |
| 1988 | Stay with Me Tonight                                  | –           | –           | –           | –           | –           |                      | Quiet Riot           |
| 1993 | Little Angel                                          | –           | –           | –           | –           | –           |                      | Terrified            |

## Videografia

### Album video
- 1986 – Bang Thy Head
- 2003 – Live in the 21st Century
- 2004 – '89 Live in Japan
- 2012 – Live at the US Festival, 1983
- 2014 – Well Now You're Here, There's No Way Back

### Video musicali
| Anni | Titolo                   | Regista         |
| ---- | ------------------------ | --------------- |
| 1983 | Metal Health             | Mark Rezyka     |
| 1983 | Cum On Feel the Noize    | Mark Rezyka     |
| 1984 | Mama Weer All Crazee Now | Mark Rezyka     |
| 1984 | Party All Night          | Chris Gabrin    |
| 1986 | The Wild and the Young   | Jeff Stein      |
| 1986 | Twilight Hotel           | Dominic Orlando |
| 1988 | Stay with Me Tonight     | Dominic Orlando |
| 1993 | Picking Up the Pieces    |                 |